# Anthela ferruginosa
Anthela ferruginosa là một loài bướm đêm thuộc họ Anthelidae. Loài này có ở Úc.
Sải cánh của loài này dài khoảng 40 mm.
Ấu trùng ăn nhiều loài thuộc họ Hòa thảo.